# Divisões administrativas em 1920
Nesta página encontrará referências aos acontecimentos directamente relacionados com a regiões administrativas ocorridos durante o ano de 1920.

## Eventos
- 2 de fevereiro - Reconhecida a independência da Estónia.
- 12 de julho - Reconhecida a independência da Lituânia.
- 11 de agosto - Reconhecida a independência da Letónia.